# Anabel Colazo
Anabel Colazo (Ibiza, 23 de marzo de 1993) es una ilustradora e historietista española.

## Trayectoria
Nació en 1993 en Ibiza y estudió Bellas Artes en la Universidad de Valencia. Comenzó haciendo cómics en el fanzine Nimio, fundado por Colazo junto a Luis Yang, Núria Tamarit, Pau Ferrando y María Ponce, que en 2015 ganó el premio del Salón Internacional del Cómic de Barcelona a mejor fanzine. Ese mismo año Colazo debutó en el cómic con su primera obra y trabajo de final de grado El cristal imposible. También participó en la antología colectiva Teen Wolf en 2016, experiencia que repitió en 2018 con Paranoidland.
En 2017, dio el salto a las historias largas con Encuentros cercanos, un cómic de temática forteana en la que los fenómenos ufológicos y derivados invaden la realidad del protagonista. Dos años después, en 2019, publicó su primer cómic en color, No mires atrás, en la que explora las repercusiones de los creepypasta a través de las vivencias de la protagonista. Tanto este título como Encuentros cercanos han sido posteriormente traducidos al francés y al alemán.
Su obra Espada, publicada en 2022 y realizada con el apoyo de la beca de Acción Cultural Española AC/E junto a la Cité Internationale de la Bande Desinée et de l´Image gracias a una residencia de seis meses en la Maison des Auteurs d´Angouléme (Francia), una residencia de autores de cómic de todo el mundo. Cuenta una historia de fantasía en la que una princesa, intentando cambiar su destino, desafía las dinámicas de poder en el reino que habita. Con esta obra la autora apuesta por elementos de literatura fantástica y mucha influencia del videojuego para contarnos una historia que habla del poder y su repercusión en el ser humano.
También ha participado en diversas publicaciones como la revista Xiulit, Zeit Leo, el diario Ara o la revista Loop.

## Reconocimientos
Tanto los fanzines Nimio como Paranoidland, ambos de varios autores y en los que Colazo participó, fueron ganadores del premio al mejor fanzine en el Salón Internacional del Cómic de Barcelona.
Durante el curso 2019-2020, Colazo recibió la beca de Acción Cultural Española AC/E que impulsa y facilita la presencia exterior del sector creativo y cultural español. Esta beca se le concedió junto a la Cité Internationale de la Bande Desinée et de l´Image gracias a una residencia de seis meses en la Maison des Auteurs d´Angouléme con la que pudo desarrollar su obra Espada.

## Obra
- 2015 - El cristal imposible. DeHavilland. ISBN 9788494323270.
- 2016 - Teen Wolf (VV.AA.). Editorial Elvira. ISBN 9788494564406
- 2017 - Nimio (VV.AA). La Cúpula. ISBN 9788416400645
- 2017 - Encuentros cercanos. La Cúpula. ISBN 9788418809002
- 2018 - Paranoidland (VV.AA.). La Cúpula. ISBN 9788416400980
- 2019 - No mires atrás. La Cúpula. ISBN 9788417442538
- 2022 - Espada. La Cúpula. ISBN 9788418809170